# Parco naturale regionale di Bracciano-Martignano
Il parco naturale regionale di Bracciano-Martignano è un'area naturale protetta del Lazio istituita nel 1999.

## Territorio
Il parco si sviluppa su un territorio di circa 202 km² a cavallo fra le province di Roma e Viterbo. Nel territorio del parco ricadono il lago di Bracciano ed il lago di Martignano, nonché tre aree SIC e un sito UNESCO.
- SIC IT6030010 Lago di Bracciano:[1]

- SIC IT6010034 Faggete di Monte Raschio e Oriolo: le faggete si trovano sui rilievi dei monti Sabatini nel settore nord-occidentale dell'area protetta, nei comuni di Bassano Romano ed Oriolo Romano. La foresta di spettacolari faggi di alto fusto occupa una superficie di 712 ha. Le località più importanti sono monte Termine (590 m) e monte Raschio (552 m). Grazie alle piogge abbondanti ed alle favorevoli condizioni del suolo, le faggete riescono a crescere a quote decisamente inferiori, fino a 350 m s.l.m. di fonte Chiappino; per questa caratteristica queste faggete sono dette "depresse", intendendo che la quota alla quale la pianta vegeta si trova nettamente al di sotto di quella normalmente occupata.[2]
- SIC IT6030009 Caldara di Manziana:

 Il monumento naturale della Caldara di Manziana si estende per 90 ha ed è situato alle estreme propaggini del vulcano Sabatino. Nella parte centrale della Caldara è presente una polla dalla quale fuoriescono acque sulfuree che raggiungono la temperatura di 27 gradi. La zona è interessante per la presenza lungo il fosso della Caldara di boschi di ontano nero, cerro, farnetto, roverella, acero minore, olmo camprestre, carpino nero. La peculiarità di quest’area è la presenza insolita di un bosco di betulla bianca che cresce nella tundra delle regioni subpolari.
- Faggeta vetusta depressa di Monte Raschio, sito UNESCO patrimonio naturale dell'Umanità:

 Sito UNESCO, Patrimonio Mondiale Naturale dell'Umanità è una foresta di faggio con una estensione di 73,73 ha che fa parte del SIC IT6010034 e ha la peculiarità di crescere tra i 450 m s.l.m. e i 552 m s.l.m. di monte Raschio, quote molto inferiori rispetto alle faggete degli Appennini che crescono oltre i 900 m s.l.m. La faggeta è uno cinque siti italiani iscritti come patrimonio naturale nella lista del Patrimonio Mondiale che, nonostante la vicinanza agli insediamenti abitati, conserva una natura incontaminata, con la presenza di alberi con 500 anni.

### Comuni
Comprende i territori di:
- Roma Capitale - Municipio Roma XV
- Bracciano
- Anguillara Sabazia
- Campagnano di Roma
- Manziana
- Trevignano Romano
- Bassano Romano
- Monterosi
- Oriolo Romano
- Sutri

## Ambiente

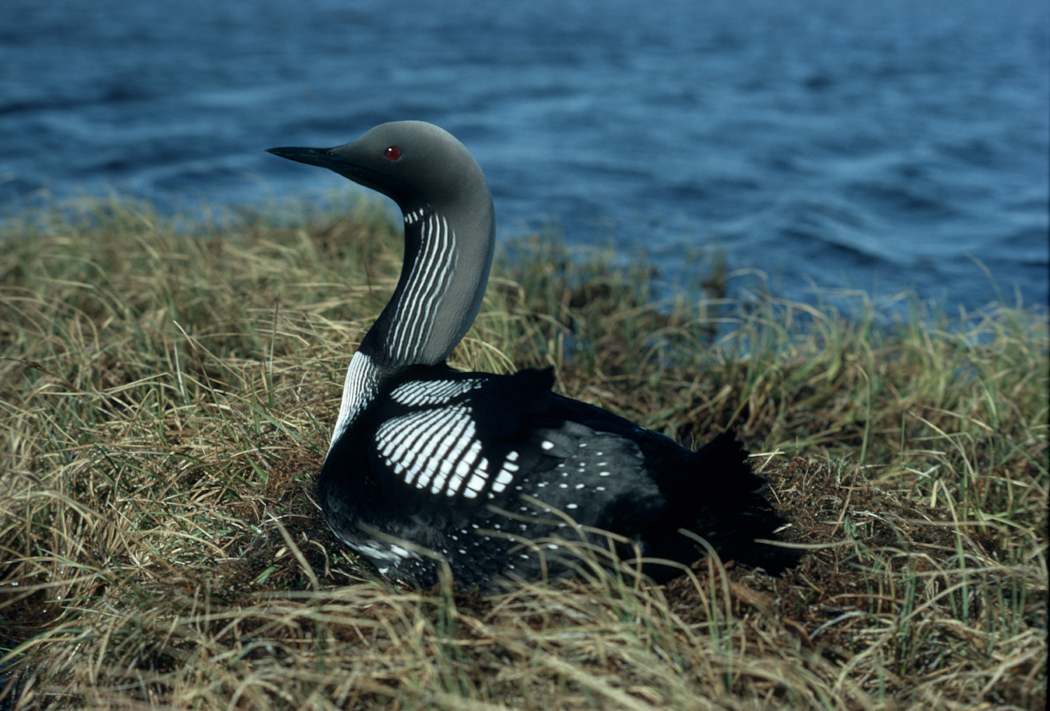
Strolaga mezzana

### Fauna
La presenza di laghi, boschi, pascoli, coltivi, fa sì che la fauna del Parco sia particolarmente ricca.
Uccelli - Il territorio del Parco costituisce la seconda zona umida nel Lazio, per quantità di uccelli acquatici svernanti, dopo il parco Nazionale del Circeo. Sono state infatti individuate 162 specie di uccelli, 79 delle quali nidificanti. Tra le più significative: il fistione turco (Netta rufina), una rara anatra tuffatrice orientale, presente soprattutto nel lago di Martignano, con valori molto elevati anche a livello nazionale; la moretta tabaccata (Aythya nyroca) e la strolaga mezzana (Gavia arctica).
Mammiferi - La popolazione di mammiferi risulta particolarmente significativa per la presenza del gatto selvatico (Felis sylvestris), e della lepre italica (Lepus corsicanus). Notevole la presenza di specie introdotte, come il daino (Dama dama), il muflone (Ovis musimon) e soprattutto il cinghiale (Sus scrofa), tutte e tre possibili prede del lupo (Canis lupus) di cui è stata più volte segnalata nelle zone limitrofe al territorio del Parco una popolazione stabile nel territorio dei comuni di Veiano, Barbarano Romano e Civitella Cesi.

## Video
Nel 2019 Rai Cultura in collaborazione con il MiBAC, ha prodotto un documentario dedicato ai 5 siti italiani iscritti come patrimonio naturale nella lista del Patrimonio Mondiale in cui sono presenti tra gli interventi anche quelli del direttore e del responsabile del servizio vigilanza del Parco naturale regionale di Bracciano-Martignano.
Ad aprile 2020 Linea verde ha dedicato una puntata al Parco.